# سید محمد موحد
سیّد محمّد موحّد (زادهٔ ۱۳۳۱) روحانی شیعه و سیاستمدار ایرانی است که به عنوان نماینده دوره دوازدهم مجلس شورای اسلامی و نایب‌رئیس اول کمیسیون اصل نود قانون اساسی فعالیت می‌کند. 
او پیشتر در دوره‌های چهارم، پنجم، ششم، هفتم و یازدهم مجلس شورای اسلامی از حوزه انتخابیه کهگیلویه، بهمئی، چرام و لنده از استان کهگیلویه و بویراحمد و در دوره هشتم از حوزه انتخابیه بهبهان و آغاجاری از استان خوزستان حضور داشت در دوره دوازدهم هم از حوزه انتخابیه کهگیلویه به مجلس راه یافت.

## زندگی
سیّد ‌محمّد موحّد در سال ۱۳۳۱ در شهرستان کهگیلویه زاده شد.
موحد دادستان استان فارس، چهارمحال و بختیاری و خوزستان و دادستان ویژه روحانیت استان تهران بوده‌است.